# Trilogy (The Weeknd)
Trilogy è la prima raccolta del cantante canadese The Weeknd, pubblicata il 13 novembre 2012 da Republic.

## Antefatti
Durante il 2011 The Weeknd pubblicò per il download gratuito i mixtape House of Balloons, Thursday ed Echoes of Silence, guadagnando i suoi fan iniziali.
Nel settembre 2012 The Weeknd firma con la Republic Records e inizia il percorso con la sua etichetta, XO. I tre mixtape vennero rimasterizzati e pubblicati sotto forma di raccolta, con il nome di Trilogy.

## Tracce

### Disco 1 –House of Balloons
1. High for This – 4:07 (testo: Abel Tesfaye, Adrien Gough, Henry Walter – musica: Cirkut)
2. What You Need – 3:16 (testo: Abel Tesfaye, Jeremy Rose – musica: The Weeknd, Jeremy Rose)
3. House of Balloons / Glass Table Girls – 6:47 (testo: Abel Tesfaye, Martin McKinney, Carlo Montagnese, Susan Ballion, Peter Clarke, John McGeoch, Steven Severin – musica: Doc McKinney, Illangelo)
4. The Morning – 5:15 (testo: Abel Tesfaye, Martin McKinney, Carlo Montagnese – musica: Martin McKinney, Illangelo)
5. Wicked Games – 5:24 (testo: Abel Tesfaye, Martin McKinney, Carlo Montagnese – musica: Martin McKinney, Illangelo)
6. The Party & the After Party – 7:39 (testo: Abel Tesfaye, Jeremy Rose, Blanchaer, Victoria Legrand, Alex Scally – musica: The Weeknd, Jeremy Rose, Rainer)
7. Coming Down – 4:55 (testo: Abel Tesfaye, Martin McKinney, Carlo Montagnese – musica: Martin McKinney, Illangelo)
8. Loft Music – 6:04 (testo: Abel Tesfaye, Jeremy Rose, Blanchaer, Victoria Legrand, Alex Scally – musica: The Weeknd, Jeremy Rose)
9. The Knowing – 5:41 (testo: Abel Tesfaye, Martin McKinney, Carlo Montagnese, Elizabeth Fraser, Robin Guthrie, Simon Raymonde – musica: Martin McKinney, Illangelo)
10. Twenty Eight – 4:18 (testo: Abel Tesfaye, Martin McKinney, Carlo Montagnese – musica: Martin McKinney, Illangelo) – traccia bonus

### Disco 2 –Thursday
1. Lonely Star – 5:49 (testo: Abel Tesfaye, Martin McKinney, Carlo Montagnese – musica: Martin McKinney, Illangelo)
2. Life of the Party – 4:57 (testo: Abel Tesfaye, Martin McKinney, Carlo Montagnese, Anthony Grier, Björn Berglund, Pontus Berghe, Vini Reilly – musica: Martin McKinney, Illangelo)
3. Thursday – 5:19 (testo: Abel Tesfaye, Martin McKinney, Carlo Montagnese – musica: Martin McKinney, Illangelo)
4. The Zone (feat. Drake) – 6:58 (testo: Abel Tesfaye, Aubrey Graham, Martin McKinney, Carlo Montagnese – musica: Martin McKinney, Illangelo)
5. The Birds, Pt. 1 – 3:34 (testo: Abel Tesfaye, Martin McKinney, Carlo Montagnese – musica: Martin McKinney, Illangelo)
6. The Birds, Pt. 2 – 5:50 (testo: Abel Tesfaye, Martin McKinney, Carlo Montagnese, Martina Topley-Bird, Alex McGowan, Nicholas Bird, Steve Crittall – musica: Martin McKinney, Illangelo)
7. Gone – 8:07 (testo: Abel Tesfaye, Martin McKinney, Carlo Montagnese – musica: Martin McKinney, Illangelo)
8. Rolling Stone – 3:50 (testo: Abel Tesfaye, Martin McKinney, Carlo Montagnese – musica: Martin McKinney, Illangelo)
9. Heaven or Las Vegas – 5:53 (testo: Abel Tesfaye, Martin McKinney, Carlo Montagnese – musica: Martin McKinney, Illangelo)
10. Valerie – 4:46 (testo: Abel Tesfaye, Martin McKinney, Carlo Montagnese – musica: Martin McKinney, Illangelo) – traccia bonus

### Disco 3 –Echoes of Silence
1. D.D. – 4:35 (testo: Michael Jackson – musica: Illangelo)
2. Montreal – 4:10 (testo: Abel Tesfaye, Carlo Montagnese, France Gall – musica: Illangelo)
3. Outside – 4:20 (testo: Abel Tesfaye, Carlo Montagnese, Ahmad Balshe, Madeline Follin, Ryan Mattos – musica: Illangelo)
4. XO / The Host – 7:23 (testo: Abel Tesfaye, Carlo Montagnese – musica: Illangelo)
5. Initiation – 4:20 (testo: Abel Tesfaye, Carlo Montagnese, Martin Wong, Georgia Anne Muldrow – musica: Illangelo, DropXLife)
6. Same Old Song (feat. Juicy J) – 5:12 (testo: Abel Tesfaye, Carlo Montagnese – musica: Illangelo)
7. The Fall – 5:45 (testo: Abel Tesfaye, Carlo Montagnese, Michael Volpe – musica: Illangelo, Michael Volpe)
8. Next – 6:00 (testo: Abel Tesfaye, Carlo Montagnese – musica: Illangelo)
9. Echoes of Silence – 4:02 (testo: Abel Tesfaye, Carlo Montagnese – musica: Illangelo)
10. Till Dawn (Here Comes the Sun) – 5:19 (testo: Abel Tesfaye, Martin McKinney, Carlo Montagnese – musica: Martin McKinney, Illangelo) – traccia bonus

Traccia bonus nell'edizione di iTunes
1. The Zone (video musicale) – 5:16

## Formazione
Musicisti
- The Weeknd – voce, testi, produttore esecutivo, produzione, musicista
- Drake – voce, testi
- Juicy J – voce, testi
- Michael Jackson - testi
- Adrien Gough - testi, musicista
- Henry Walter - testi, musicista, ingegneria
- Jeremy Rose - testi, musicista, ingegneria, produzione
- Martin McKinney - testi, musicista, ingegneria, produzione, produttore esecutivo
- Henry Walter - testi, ingegneria, musicista
- Rainer Millar Blanchaer - testi, musicista, produttore
- Carlo Montagnese - testi
- Georgia Anne Muldrow - testi
- Martina Topley-Bird - testi
- Patrick Greenaway - chitarra
- Adrian Eccleston - chitarra
- William Brock - chitarra

Produzione
- Illangelo - ingegneria, produttore esecutivo, missaggio, produzione
- Clams Casino - produzione
- Dream Machine - produzione
- DropXLife - produzione
- Lamar Taylor - produttore esecutivo
- Jake Wilson - produttore esecutivo
- Hyghly Alleyne - produttore esecutivo
- Drop - produttore esecutivo
- Matthew Acton - ingegneria, assistenza ingegneria
- Noah "40" Shebib - ingegneria
- Noel Cadastre - assistenza ingegneria
- Shin Kamiyama - assistenza ingegneria
- Mark Santangelo - mastering

## Successo commerciale
Trilogy ha debuttato al quinto posto della Billboard Canadian Albums. Negli Stati Uniti d'America, la raccolta ha debuttato alla quarta posizione nella Billboard 200, vendendo 86 000 copie nella prima settimana. Il 23 maggio 2013, ha ricevuto la certificazione di doppio platino in Canada, e il 22 marzo 2016 il doppio platino negli Stati Uniti. Ad agosto 2015, la raccolta è stata venduta 558 000 volte.

## Classifiche

### Classifiche settimanali
| Classifica (2012) | Posizione massima |
| ----------------- | ----------------- |
| Belgio (Fiandre)  | 60                |
| Canada            | 5                 |
| Danimarca         | 22                |
| Francia           | 128               |
| Germania          | 90                |
| Paesi Bassi       | 48                |
| Regno Unito       | 37                |
| Stati Uniti       | 4                 |
| Svizzera          | 58                |

### Classifiche di fine anno
| Classifica (2013) | Posizione |
| ----------------- | --------- |
| Stati Uniti       | 65        |
| Classifica (2015) | Posizione |
| Stati Uniti       | 97        |
| Classifica (2016) | Posizione |
| Stati Uniti       | 122       |